# Perinereis cariacoensis
Perinereis cariacoensis är en ringmaskart som beskrevs av Liñero 1983. Perinereis cariacoensis ingår i släktet Perinereis och familjen Nereididae. Inga underarter finns listade i Catalogue of Life.